# Rédiger Géza
Rédiger Géza (Torda, 1845. november 25. – Szabéd, 1905. június 7.) unitárius lelkész, költő.

## Élete
Szülőhelyén kezdte tanulását és 1862-től Kolozsvárt folytatta derék kollegiumi ifjúság társaságában, melyet Kozma Ferenc vezetett. Rédiger írói készséget és költői tehetséget vitt magával, s már az első évben pályadíjat nyert egy beszélyével. Az idealista ifjú a következő évben azzal lepte meg társait, hogy a kollégiumból kilépett és elment Lengyelországba, hogy a derék lengyelek utolsó szabadságharcában részt vegyen. Keserves csalódás volt az eredmény, mert a forradalomnak véget vetett a nagyhatalmú orosz birodalom. Félévi katonáskodás után újra visszatért a kollégiumba. Kritikákat és költeményeket írt a Remény című ifjúsági lapba; a Dalnok iskolája című költői beszélyével, mely ugyanott 1867-ben jelent meg, feltünést keltett. A hat kollegiumi év során még több pályadíjat is nyert. Szerencséje volt, hogy a nagytudású költő, Kriza János, nem csak tanára volt, hanem nevelője is. Rédiger a püspöki házhoz járt étkezni. Miután két évig Székelykeresztúron a gimnáziumban tanított, 1871-ben pap lett; Homoródújfalu hívta meg lelkésznek. 1876-ban elfogadta a szabédi (Maros-Torda megye) népes egyház meghívását, ahol haláláig lelkészkedett. A nemzetiségi vidéken a magyarságért sokat tett. Az egyházi körnek 15 évig jegyzője volt.
Költeményeket írt a kolozsvári Reménybe (1871); költeményeket, leginkább himnuszt és zsoltárfordításokat valamint szent beszédeket a Keresztény Magvetőbe (1873. Az emberi tökéletesség ismertetőjele, 1883., 1886. és következő évfolyamaiba); az Unitárius Közlönynek is munkatársa volt.

## Munkái
- Rédiger Géza költeményei. I. kötet. Székely-Udvarhely, 1875.
- Kincses Jancsi, vagy a juhászbojtár meséje. Budapest, 1886. (Jó Könyvek 50.)
- Jóslat. Drámai költemény. Marosvásárhely, 1896. (Ism. Egyetértés 228., Jelenkor 9. szám.)
- Rédiger Géza költeményei. II. kötet. Uo. 1901.